# BAE Mantis
Die BAE Mantis ist ein unbemanntes Fluggerät des britischen Herstellers BAE Systems, das als Demonstrator für die Unmanned Combat Air Vehicle (UCAV)-Technologie dienen soll.

## Geschichte
Die Entwicklung der Mantis begann im Jahr 2007 und ein Jahr später wurde eine Attrappe auf der Farnborough International Airshow gezeigt. Der Erstflug des Fluggerätes mit etwa 20 m Spannweite erfolgte am 21. Oktober 2009 in Woomera (Australien). Angetrieben wird es von zwei Rolls-Royce M250 Triebwerken.